# Karan (Mali)
Karan es una ciudad y comuna del círculo de Kangaba, región de Kulikoró (República de Malí). 
En 2009, su población era de 6874 habitantes.